# Americo Marazzi
Americo Marazzi (* 12. April 1879 in Lugano; † 11. Dezember 1963 ebenda) war ein Schweizer Architekt und Politiker (FDP).

## Biografie

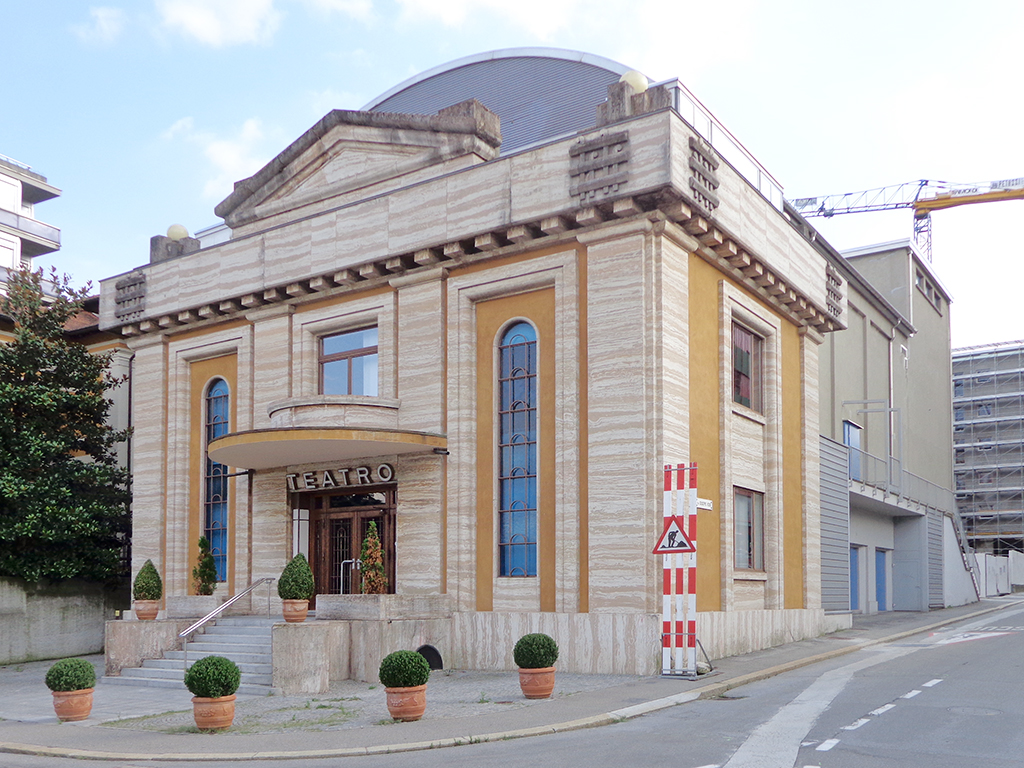
Von Americo Marazzi entworfenes Kino-Theater in Chiasso

Americo Marazzi wurde am 12. April 1879 in Lugano als Sohn des Luigi Marazzi geboren. Er war römisch-katholisch und heimatberechtigt in Lugano. Marazzi widmete sich einem Studium der Architektur am Technikum in Winterthur, das er mit dem Diplom abschloss. In der Folge war er als Architekt vor allem in Lugano, wo er von 1902 bis 1915 als Stadtbaumeister eingesetzt war, tätig. Im Jahr 1910 gründete Marazzi die Rivista tecnica della Svizzera italiana, das Organ unter anderem der Tessiner Sektion des Schweizerischen Ingenieur- und Architektenvereins (SIA), dessen Leitung er bis 1922 innehatte.
Mit seiner künstlerischen Note trug er dazu bei, Lugano zu Beginn des 20. Jahrhunderts ein neues urbanes Gesicht zu verleihen. Americo Marazzis Architektur orientierte sich zunächst am Jugendstil, nahm später verschiedene Strömungen vom lombardischen Stil eines Camillo Boito über Einflüsse der Neurenaissance bis zur Formensprache Marcello Piacentinis in sich auf. Er entwarf unter anderem das Cinema Teatro in Chiasso, das 1935 eröffnet wurde.
Americo Marazzi heiratete in erster Ehe die italienische Staatsbürgerin Luigina Agostina Giovanna Rafaela geborene Giganti, in zweiter Ehe die aus Scareglia stammende Maria Adele Giuseppina geborene Borrini. Er verstarb am 11. Dezember 1963 vier Monate vor Vollendung seines 85. Lebensjahres in seiner Geburtsstadt Lugano.

## Politische Ämter
Americo Marazzi, Mitglied der Freisinnig-Demokratischen Partei, gehörte in den Jahren 1920 bis 1932 dem Stadtrat von Lugano an, wo er dem Baudepartement vorstand. Zusätzlich bekleidete er das Amt des stellvertretenden Stadtpräsidenten. Darüber hinaus nahm er für seine Partei mit Unterbrechungen von 1917 bis 1951 Einsitz im Tessiner Grossrat.

## Werkliste (Auswahl)
- Villa Elisa, Lugano 1905

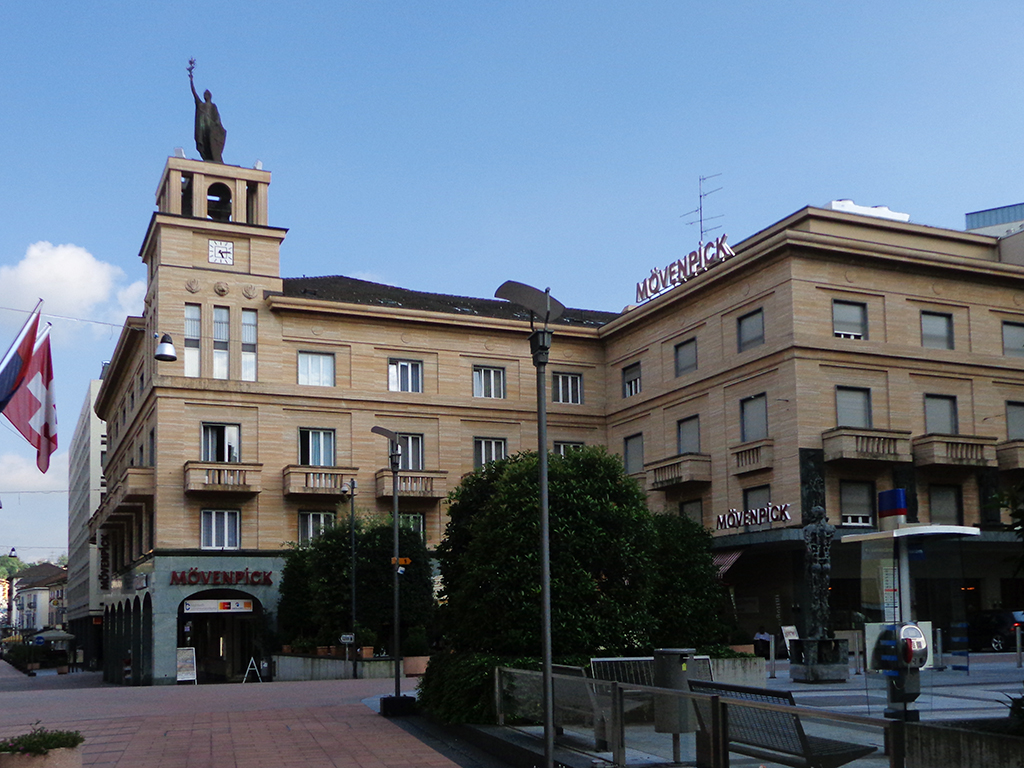
Palazzo Chiesa in Chiasso, 1936–1939

- Kommunale Schule Besso, Lugano 1909[1]
- Villa Bertazzoli, Lugano 1912[2]
- Palazzo Baldaracco, Lugano, 1915
- Kasino-Kursaal, Campione d’Italia, 1917–19
- Einfamilienhaus, Lugano, ca. zwischen 1910 und 1920[3]
- Palazzina Vanini, Lugano, 1925
- Palazzina Ambrosetti-Poretti, Lugano 1926[4]
- Geschäftshaus Alhambra, Lugano, 1926
- Palazzo Luigi della Santa in Casserina, Lugano ca. 1925–1930[5]
- Cinema teatro, Chiasso, 1934
- Palazzo Torricelli, Lugano, 1935

## Belege
1. ↑  Andreas Hauser: Lugano. In: Gesellschaft für Schweizerische Kunstgeschichte (Hrsg.): INSA Inventar der neueren Schweizer Architektur 1850–1920. Band 6. Orell Füssli, Zürich 1991, ISBN 3-280-02058-1, S. 294, Sp. 1, doi:10.5169/seals-7529 (italienisch, e-periodica.ch).
2. ↑  INSA Lugano. Band 6, S. 307/2   (e-periodica.ch).
3. ↑  INSA Lugano. Band 6, S. 294/2   (e-periodica.ch).
4. ↑  INSA Lugano. Band 6, S. 294/3   (e-periodica.ch).
5. ↑  INSA Lugano. Band 6, S. 298/1   (e-periodica.ch).

| Personendaten    | Personendaten                           |
| ---------------- | --------------------------------------- |
| NAME             | Marazzi, Americo                        |
| KURZBESCHREIBUNG | Schweizer Architekt und Politiker (FDP) |
| GEBURTSDATUM     | 12. April 1879                          |
| GEBURTSORT       | Lugano                                  |
| STERBEDATUM      | 11. Dezember 1963                       |
| STERBEORT        | Lugano                                  |